# Krystyna Szmeja
Krystyna Szmeja (ur. 10 września 1929 w Poznaniu, zm. 21 stycznia 2016 tamże) – polska redaktorka, wydawca, tłumaczka, znawczyni dziejów Wielkopolski.

## Życiorys
Urodziła się w rodzinie inżyniera drzewnego Leona Wiśniewskiego i Cecylii z Malickich. W 1938 rodzina przeniosła się z Poznania do Warszawy. Do 1942 uczyła się w Gimnazjum im. Emilii Plater, a potem na tajnych kompletach tej szkoły (do 1944). Podczas powstania warszawskiego brała czynny udział, jako żołnierz Szarych Szeregów, w walkach na odcinku ulic Hoża – Poznańska. Po klęsce powstania udała się do Częstochowy, a w 1945, jeszcze w trakcie walk o Poznań, powróciła do rodzinnego miasta. 
Uczyła się tutaj w Gimnazjum im. Klaudyny Potockiej (matura w 1947). W 1947 zapisała się na Uniwersytet Poznański, na studia anglistyczne, które ukończyła w 1951. Od 1955 do 1958 kierowała przychodnią dentystyczną w Kościanie. Od 1961 do 1962 pracowała w Poznaniu, w agenturze Wydawnictw Handlu Zagranicznego, a do 1963 w Centralnym Ośrodku Informacji Turystycznej. Redagowała tam wydawnictwa obcojęzyczne. Od 1 października 1963 przeniosła się do wojewódzkiej redakcji Wydawnictwa Artystyczno-Graficznego (od 1966 była tam sekretarzem redakcji). Od 1977 była zastępcą redaktora naczelnego w poznańskim oddziale Krajowej Agencji Wydawniczej. Od 1981 była redaktorem naczelnym tej jednostki. Była tam twórcą serii wydawniczych i inicjatorem ich założeń profilowych – m.in. bogatej merytorycznie serii Z dziejów Wielkopolski. Inicjowała też wydarzenia kulturalne w Poznaniu i Wielkopolsce. Była przewodniczącą koła Towarzystwa Przyjaźni Polsko-Radzieckiej. 
Po 1989 działała w Międzynarodowym Stowarzyszeniu Klubów Lion's w Polsce. Była założycielką pierwszego żeńskiego klubu Lion's w Europie Środkowo-Wschodniej - LC Patria Poznań i należała do klubu LC Pro Futuro Poznań. W kadencji 1996-1997 była gubernatorem okręgu 121 Polska i zarazem pierwszą kobietą w Polsce piastującą takie stanowisko.

## Odznaczenia
Odznaczona Krzyżem Kawalerskim Orderu Odrodzenia Polski (1984), Złotym i Srebrnym Krzyżem Zasługi, odznaką Zasłużonego Działacza FJN oraz Odznaką Honorową Miasta Poznania.

## Życie prywatne
Od 1956 w związku małżeńskim z inżynierem chemikiem Jerzym Szmeją (1922-1985). Miała z nim trójkę dzieci: Andrzeja (ur. 1957, konstruktor budowy okrętów), Katarzynę (1958, prawniczkę) i Magdalenę (1959, redaktorkę Kuriera Polskiego).
Pochowana jest na Cmentarzu Junikowskim.